# 贝岑多夫 (下萨克森州)
贝岑多夫是德国下萨克森州的一个市镇。总面积32.71平方公里，总人口1149人，其中男性575人，女性574人（2011年12月31日），人口密度35人/平方公里。